# قانون ملی بسیج

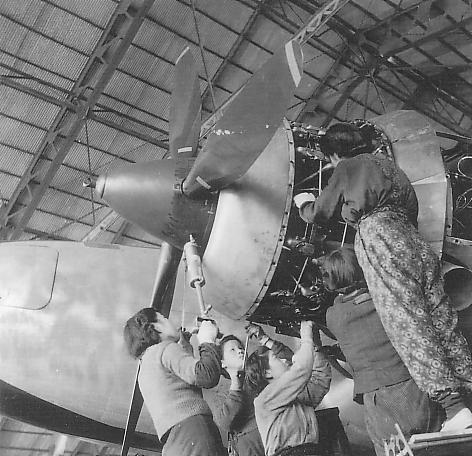
بسیج کار، ۱۹۴۴

قانون ملی بسیج (به ژاپنی: 国家総動員法, Kokka Sōdōin Hō)، قانونی بود که در ۲۴ مارس ۱۹۳۸ در دایت ملی ژاپن توسط نخست‌وزیر ژاپن، فومیمارو کونوئه قانونگذاری شد.